# Jack Parnell
Jack Parnell (6 de agosto de 1923 – 8 de agosto de 2010) fue un músico y líder de banda británico.

## Biografía
Su verdadero nombre era John Russell  Parnell, y nació en Londres, Inglaterra, en el seno de una familia dedicada a la actividad teatral. Su padre, Russ Carr, era artista de music hall antes de llegar a ser agente teatral, y su tío, Val Parnell, fue director del London Palladium.
Parnell se educó en la Brighton and Hove Grammar School, y a partir de los cinco años de edad estudió piano, y percusión con Max Abrams. Debutó tocando la batería en un grupo de artistas en Scarborough en 1939. Posteriormente trabajó en un salón de baile en Cambridge, antes de entrar a servir en la RAF durante tres años. En ese período tocó en un grupo de cinco músicos liderado por el saxofonista Buddy Featherstonhaugh en el cuartel general del Mando de Bombardeo de la RAF en High Wycombe.
En las décadas de 1940 y 1950, y durante siete años consecutivos, Parnell fue votado por la revista musical Melody Maker como el mejor percusionista. Además, fue compositor de muchos temas musicales televisivos, entre ellos los de los shows The Golden Shot, Family Fortunes y Love Story (por el cual ganó el Premio Harriet Cohen), y fue el director musical de The Benny Hill Show. En 1973 fue el primer músico británico en ganar un Premio Emmy, concedido por su trabajo en un especial televisivo de Barbra Streisand producido por ATV. 
Parnell fue nombrado director musical de ATV en 1956, un puesto que mantuvo hasta 1981, siendo el director 'real' de la orquesta de The Muppet Show a lo largo de la totalidad de la serie.
En 1979 Parnell fue encarcelado tres meses por sufrir un accidente de tráfico en estado de embriaguez, de resultas del cual un motociclista perdió una pierna.  Poco después de ello su mujer se divorció de él.
En los años setenta formó un grupo con The Best of British Jazz Don Lusher, Kenny Baker, Tony Lee, Betty Smith y Tony Archer, con el cual actuó hasta 1985. 
Jack Parnell tuvo tres hijos, uno de ellos Ric Parnell, que interpretó al batería Mick Shrimpton en el film This Is Spinal Tap, y dos hijas.
Jack Parnell falleció el 8 de agosto de 2010 en Southwold, Inglaterra, a donde se había mudado en 1983, a causa de un cáncer. Tenía 87 años de edad.